# Spiraea siccanea
Spiraea siccanea är en rosväxtart som först beskrevs av William Wright Smith, och fick sitt nu gällande namn av Alfred Rehder. Spiraea siccanea ingår i släktet spireor, och familjen rosväxter. Inga underarter finns listade i Catalogue of Life.